# Dassault MD 450 Ouragan
El Dassault MD 450 Ouragan ("huracán" en francés) fue un cazabombardero monomotor a reacción fabricado por la compañía francesa Dassault durante los años 50. Se convirtió en el primer avión de reacción francés en entrar en producción, siendo clave para el resurgir de la industria aeronáutica francesa después de la Segunda Guerra Mundial. A partir de este modelo se desarrolló el Dassault MD 452 Mystère II, cuyo primer prototipo fue básicamente un Ouragan con las alas en flecha.
Además de en el Ejército del Aire Francés, el Ouragan también formó parte de la Fuerza Aérea India, la Fuerza Aérea Salvadoreña y la Fuerza Aérea Israelí, participando con esta última en la guerra del Sinaí (1956) y en la guerra de los Seis Días (1967).

## Diseño y desarrollo

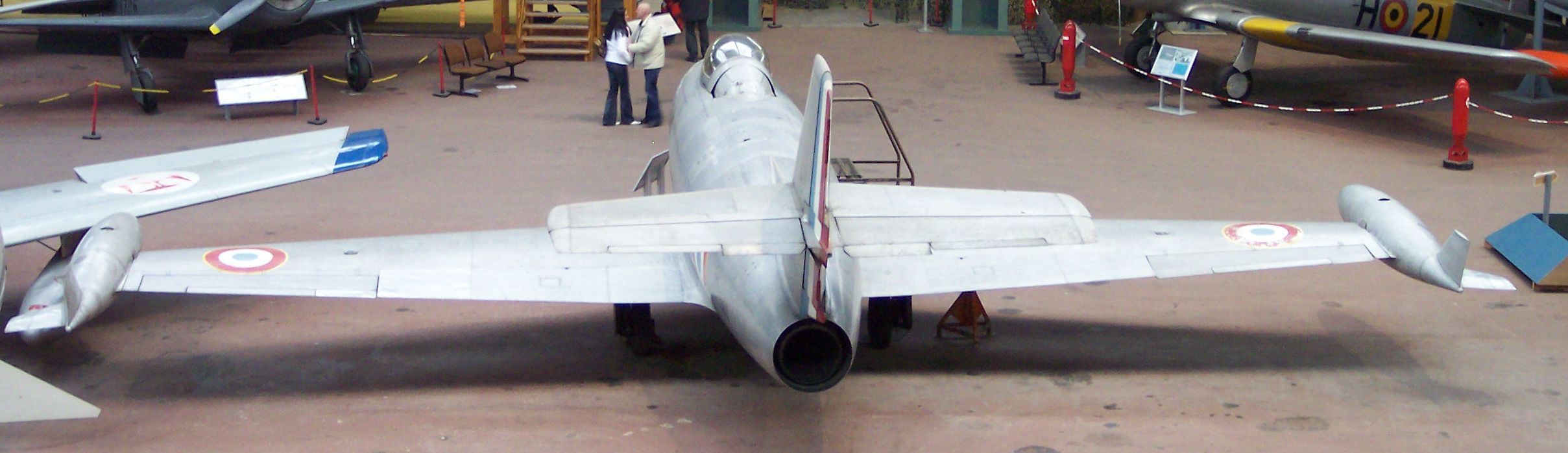
Vista trasera de un Ouragan.

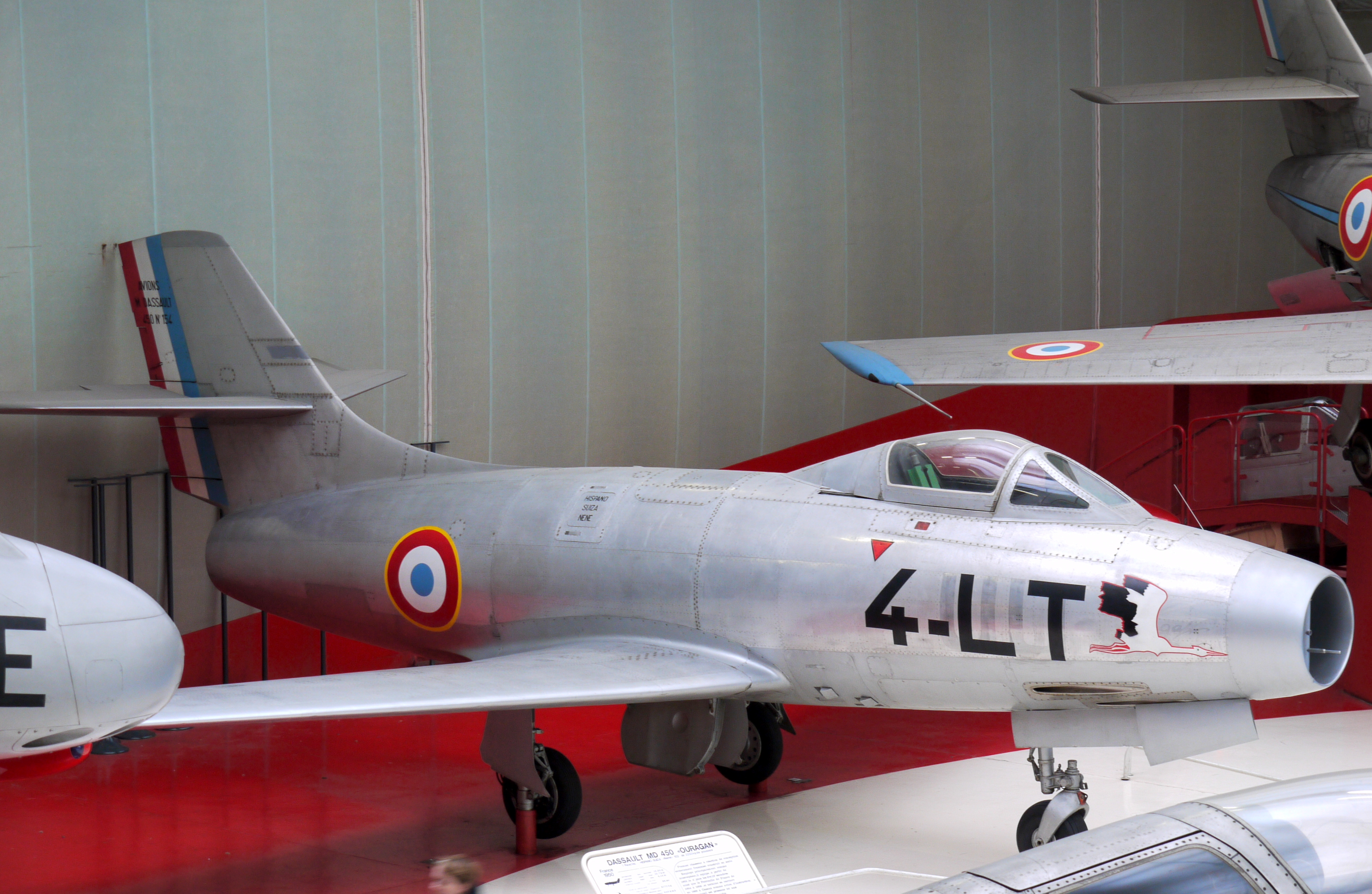
MD 450 Ouragan del Ejército del Aire Francés en el Museo del Aire y del Espacio de París.

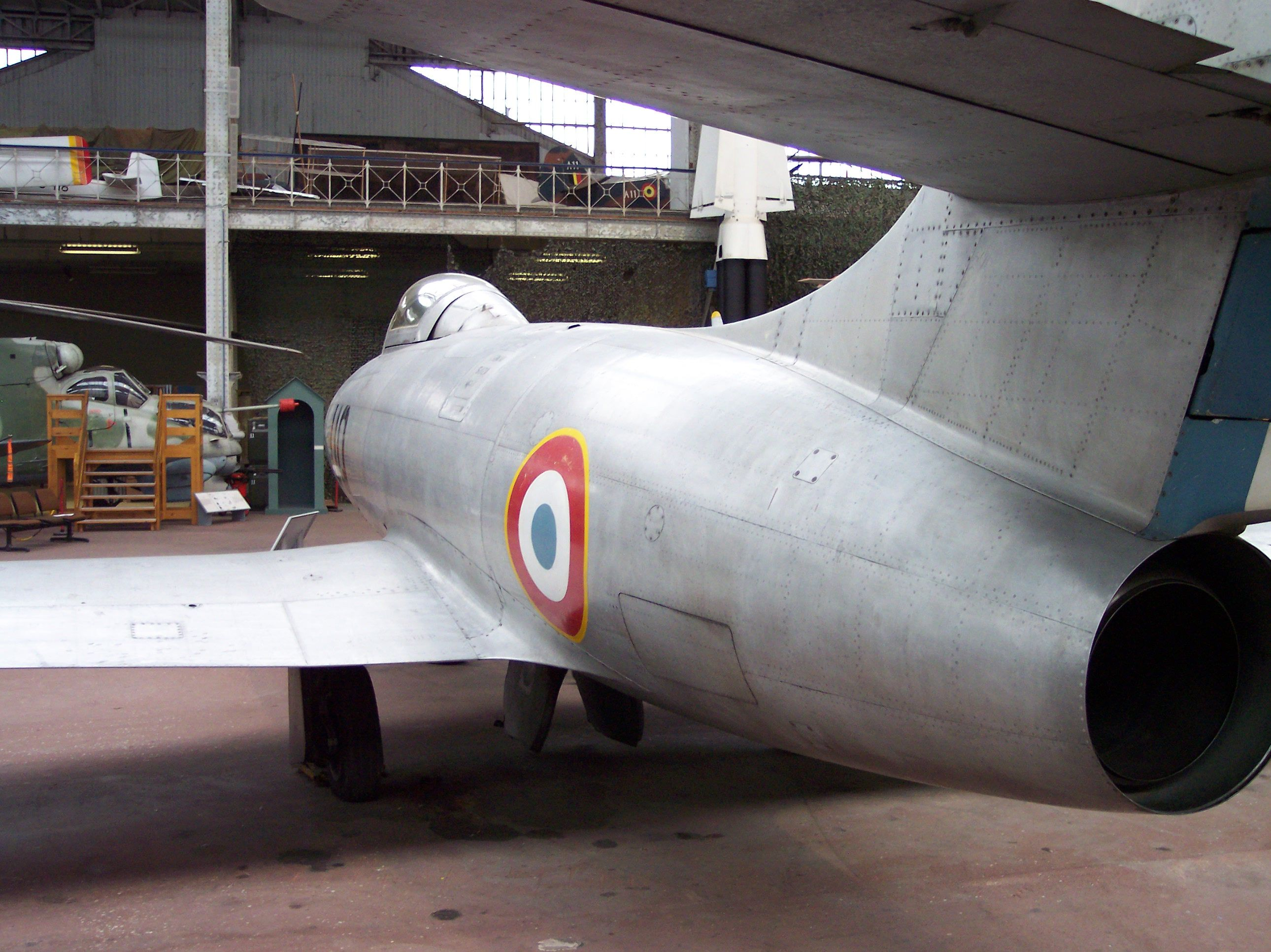
Tobera de un Ouragan.

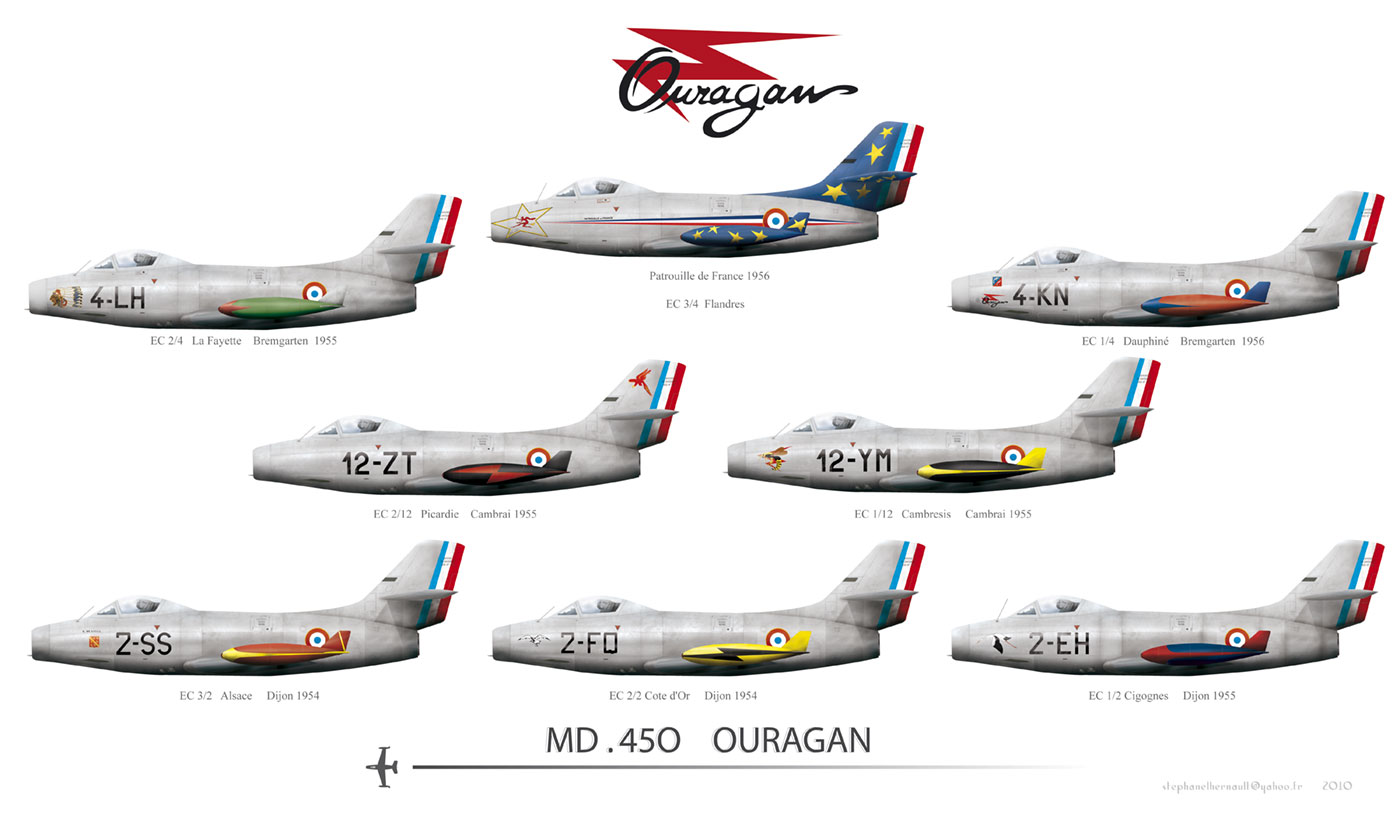
Perfiles del Dassault MD 450 Ouragan en los distintos escuadrones del Ejército del Aire Francés en los que operó.

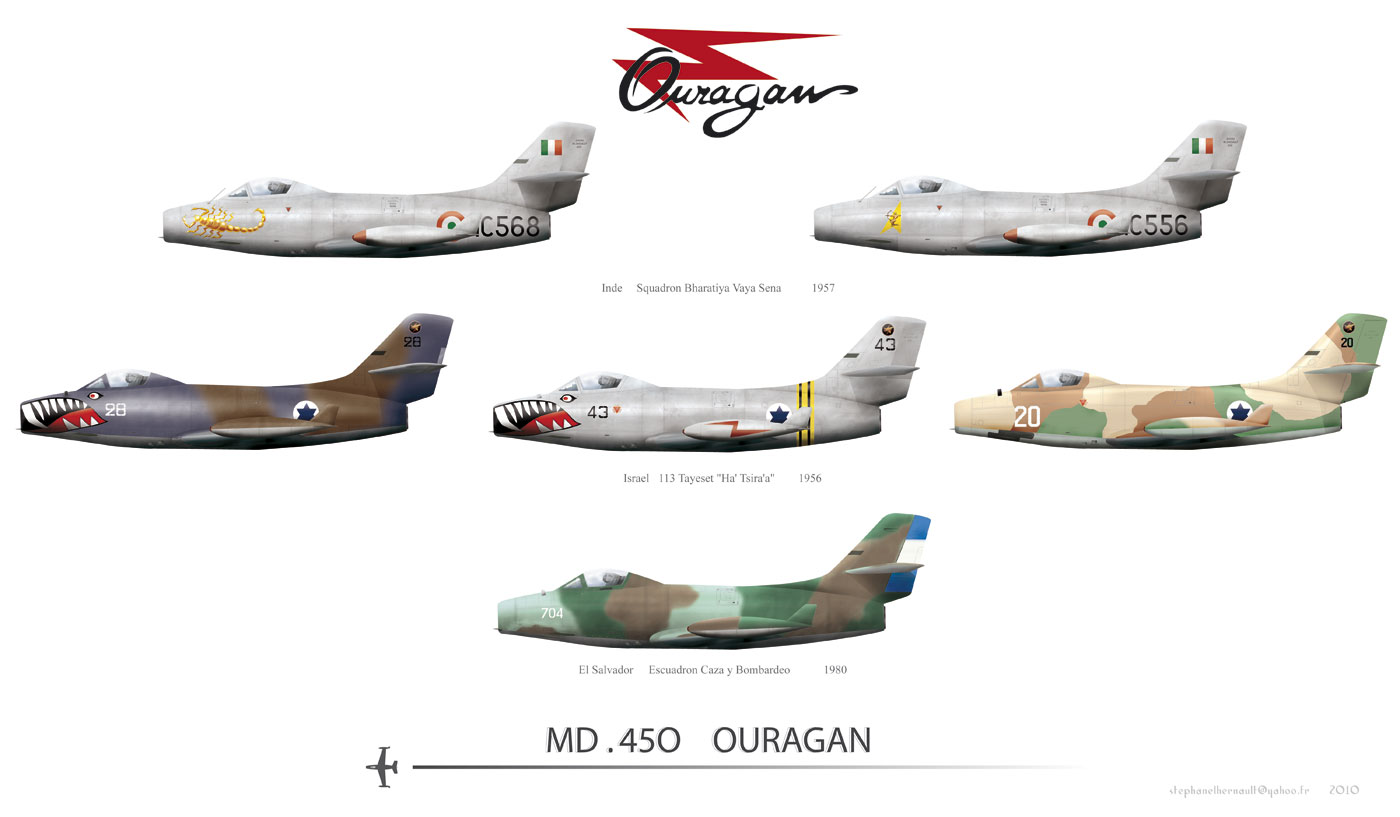
Perfiles del Dassault MD 450 Ouragan en las fuerzas aéreas india, israelí y salvadoreña.

Durante la Segunda Guerra Mundial, y debido a la ocupación que sufrían, los franceses no pudieron contribuir de manera significativa en el desarrollo de la aviación en esos años. Al terminar la guerra, el ingeniero Marcel Dassault quiso hacer resurgir la industria aérea del país con la construcción de un avión de reacción de fabricación íntegra francesa. En octubre de 1947 presenta los primeros diseños al gobierno francés, que da una respuesta positiva al proyecto, aunque no firma un contrato de desarrollo, por lo que la construcción del primer prototipo una vez estuviera finalizado el diseño sería por cuenta de Dassault.
La construcción del primer prototipo comenzó el 7 de abril de 1948 en las instalaciones que la compañía tenía en Saint-Cloud, a pocos kilómetros de París, y el 7 de diciembre de ese mismo año el gobierno francés firmó un contrato para la construcción de tres prototipos.
El primer prototipo del Ouragan, designado MD 450-01, realizó su primer vuelo a los mandos del piloto Constantin Rozanoff el 28 de febrero de 1949, sin contar con armamento, cabina presurizada ni los depósitos de combustible que contaban los modelos de producción en los extremos de las alas. El MD 450-01 contaba con un motor Rolls-Royce Nene 102 que proporcionaba 22,27 kN de empuje (4.990 lbf), el avión consiguió alcanzar una velocidad de 980 km/h y lograr un régimen de ascenso de 43 m/s durante sus ensayos. Los característicos depósitos de combustible que equipaba el modelo de producción del Ouragan aparecieron por primera vez en diciembre de 1949, proporcionándole al modelo 450 litros adicionales.
El segundo prototipo, designado MD 450-02, logró alcanzar 15.000 metros de altitud (49.213 pies), mientras que el tercero, el MD 450-03, contaba con un Rolls-Royce Nene 104 fabricado bajo licencia por Hispano-Suiza, y fue utilizado en ensayos de armamento inicialmente con un cañón de 15 mm, y más tarde el definitivo de 20 mm.
Después de construirse los tres primeros prototipos, el 31 de agosto de 1949 el Ejército del Aire Francés encargó 15 modelos de preserie, que después se reducirían a 12, que fueron usados para evaluar motores (incluyendo el SNECMA Atar), armamento y las cargas útiles. El contrato finalmente fue firmado el 15 de diciembre de ese mismo año, y las aeronaves se fabricarían en las instalaciones de la compañía Dassault en las afueras de París. El 31 de agosto de 1950, el Ejército del Aire francés realizó un pedido de 150 aviones, que se incrementó tiempo después con otros 200, haciendo un pedido total de 350 unidades.
Cuatro aviones de producción fueron modificados para operar en superficies no preparadas, con dos ruedas en el tren de aterrizaje principal en lugar de una, ambas a baja presión, y un paracaídas de frenado, con la intención de usarse en las pistas poco preparadas de Argelia. Esta variante recibió la denominación Barougan, mezcla del nombre original Ouragan y Baroud, palabra que en árabe significa «batalla». Esta versión realizó su primer vuelo el 24 de febrero de 1954, y a pesar de dar un buen rendimiento, el proyecto fue abandonado en 1958 con la reconversión de los Barougan a Ouragan.

## Historia operacional
El primer ejemplar de serie del Ouragan realizó su vuelo inaugural el 5 de diciembre de 1951, comenzando las primeras entregas al Ejército del Aire Francés a mediados de 1952, comenzando a reemplazar a los de Havilland DH.100 Vampire que en esos momentos había en servicio, y donde formaron tres escuadrones, y terminaron en 1954. Los primeros 50 Ouragan fueron designados MD 450A y contaban con motores Nene 102, mientras que el resto de aviones entregados eran de la versión MD 450B y contaban com motores Nene 104B fabricados por Hispano Suiza, que eran algo más ligeros y proporcionaban mayor empuje. Los depósitos de combustible adicionales en los extremos e las alas fueron instalados como equipamiento estándar en ambas versiones del Ouragan.
Los pilotos que manejaron el avión encontraban al Ouragan agradable de pilotar y consideraban que era una buena plataforma de ataque, aunque debido a su corto fuselaje, el avión tenía problemas de control al realizar giros muy cerrados. A pesar de eso, el Ouragan operó en el Equipo acrobático Patrouille de France del Ejército del Aire Francés entre los años 1954 y 1957.
A partir de mayo de 1955 el Ouragan comenzó a ser reemplazado progresivamente por el Dassault MD 452 Mystère II, que era una evolución mejorada del propio Ouragan, aunque no fue hasta 1960 cuando dejaron de prestar servicio activo, pasando aproximadamente medio centenar de unidades a servir como aviones de entrenamiento avanzado hasta mediados de los años 60.

### India
El 25 de junio de 1953 la Fuerza Aérea India realizó un pedido de 71 aviones MD 450 Ouragan equipados con el motor Nene 105, comenzando las entregas ese año y finalizando en marzo de 1954. En marzo de 1957 adquirieron de segunda mano 33 unidades adicionales al Ejército del Aire francés, llegando a operar un total de 104 aviones, que recibieron la denominación "Toofani" (Ouragan en francés, huracán en español).
Los Ouragan de la Fuerza Aérea India entraron por primera vez en combate en 1961, cuando realizaron ataques aéreos contra la colonia portuguesa de Diu, en la costa occidental de la India. También fueron empleados en misiones de ataque a tierra contra los rebeldes en Assam y Nagaland, y en 1962 realizó misiones de reconocimiento aéreo dentro de la guerra chino-india.
El 24 de abril de 1965 un Ouragan de la Fuerza Aérea India se alejó ligeramente de su ruta en las cercanías de la frontera con Pakistán, y fue obligado a aterrizar por aviones North American F-86 Sabre de la Fuerza Aérea Pakistaní. Mientras el piloto fue devuelto a la India, el avión fue retenido en Pakistán, y finalmente acabó expuesto en el Museo de la Fuerza Aérea Pakistaní en Peshawar.

### Israel

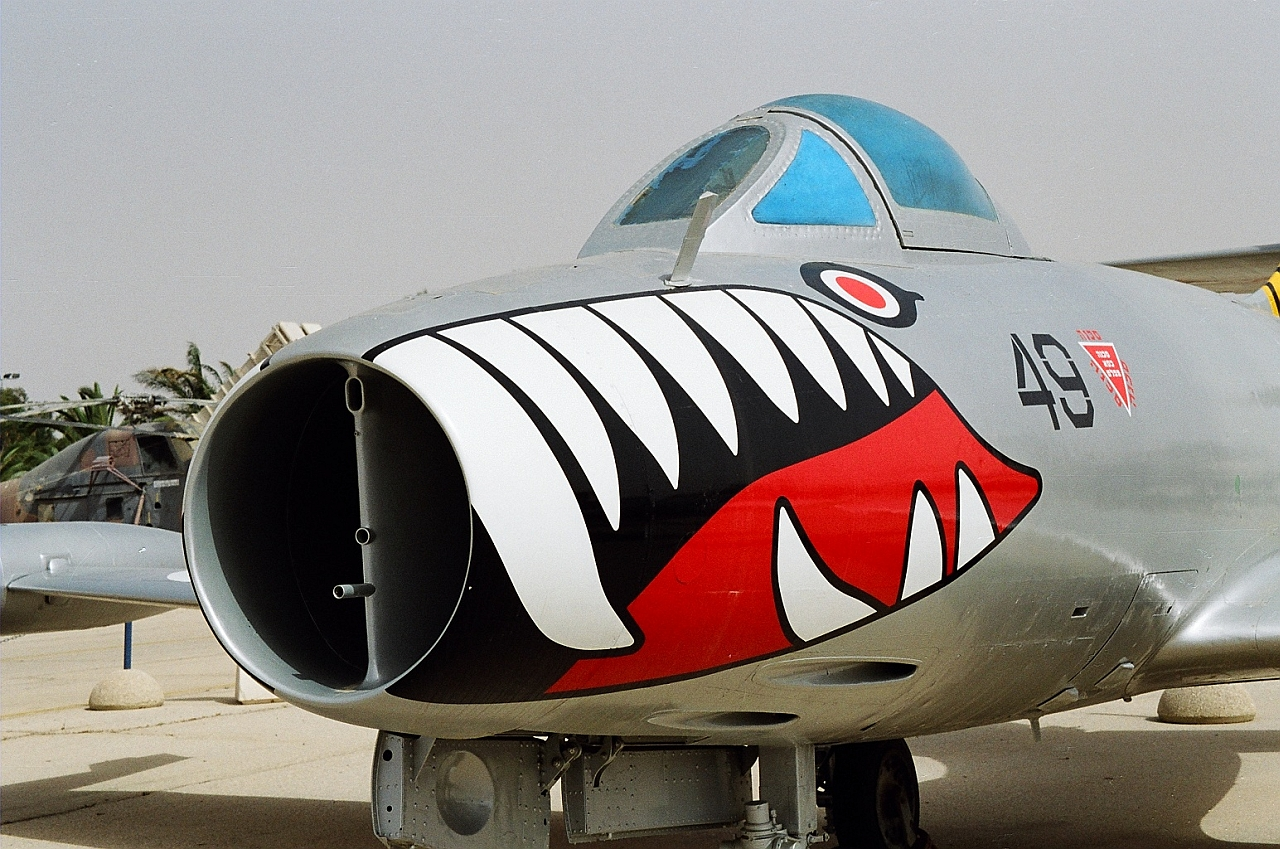
Dassault MD 450 Ouragan expuesto en el Museo de la Fuerza Aérea Israelí en Hatzerim, Israel.

A mediados de los años 1950 la Fuerza Aérea Israelí pretendía sustituir sus aviones Gloster Meteor con Dassault MD 452 Mystère IIC y Canadair Sabre Mk.6 de fabricación canadiense, pero debido a los retrasos en el desarrollo del primero, y al embargo que había impuesto Canadá sobre los segundos, la prioridad pasó a ser el Dassault MD 454 Mystère IVA, con un pedido de aviones Ouragan como medida temporal.
En 1955 la Fuerza Aérea Israelí adquirió 70 ejemplares, de los cuales 24 eran nuevos y 46 procedían del Ejército del Aire Francés. Los aviones entraron por primera vez en combate el 12 de abril de 1956 derribando un de Havilland Vampire de la Fuerza Aérea Egipcia. Con el inicio de la guerra del Sinaí contra Egipto el 29 de octubre de ese mismo año, los Ouragan israelíes lograron derribar cuatro de Havilland Vampire más. Durante el conflicto se documentaron dos encuentros con cazas de fabricación soviética Mikoyan-Gurevich MiG-15 egipcios, que iban equipados con el mismo motor Rolls-Royce Nene pero que contaban con una estructura alar más moderna, siendo dañado un Ouragan en el primero de ellos por munición de cañón de 37 mm, y en el segundo saliendo dañado un MiG-15 egipcio en un combate aéreo frente a varios Ouragan. La escasa formación de los pilotos egipcios, incapaces de aprovecharse de su superioridad numérica y de la mayor velocidad y razón de ascenso de sus aviones permitió que los Ouragan israelíes no sufrieran demasiadas bajas, a pesar de ser inferiores en rendimiento y número. El 31 de octubre un par de Ouragan bombardearon el destructor egipcio Ibrahim-el-Awal (ex HMS Mendip de la Royal Navy británica), dando como resultado la captura del mismo.
Después de ese conflicto los Ouragan israelíes fueron relegados a labores de entrenamiento, aunque llegaron a participar también en la guerra de los Seis Días en 1967, donde demostraron su gran agilidad y estabilidad, especialmente realizando ataques al suelo.
En 1975 la Fuerza Aérea Israelí vendió 18 Dassault MD 450 Ouragan a El Salvador, donde permanecieron en servicio en la Fuerza Aérea Salvadoreña hasta los años 1980.

### El Salvador
A raíz de la guerra del Fútbol ocurrida entre los días 14 y 18 de julio de 1969 y que enfrentó a Honduras con El Salvador, este último se propuso modernizar su fuerza aérea. Debido al embargo de armas impuesto por los Estados Unidos, el material de este país estaba vetado, pero entre 1973 y 1975 El Salvador adquirió en el mercado internacional de armas 12 aviones Fouga Magister, 4 IAI Arava y un lote de 18 Dassault MD 450 Ouragan, algunos excedentes de la Fuerza Aérea Israelí y otros adquiridos de Francia. Estos aviones fueron renovados por la compañía israelí Israel Aircraft Industries (IAI), y entregados al país salvadoreño entre los años 1973 y 1978, convirtiéndose así en el segundo operador de Centroamérica en operar con misiles aire-aire, en concreto los Rafael Shafrir 2, que habían sido fabricados y homologados a los Ouragan por los israelíes.
Los Ouragan de la Fuerza Aérea Salvadoreña participaron activamente en la Guerra Civil que sufrió el país entre 1980 y 1992, realizando misiones contra-insurgencia y de ataque contra las fuerzas guerrilleras del Frente Farabundo Martí para la Liberación Nacional (FMLN), operando desde el aeropuerto de Ilopango, ubicado cerca de la capital del país, San Salvador. 
Debido a que el país no cuenta con una gran extensión, el Ouragan cumplía sus misiones sin necesitar combustible adicional para aumentar su radio de combate, por lo que solían operar sin los depósitos de los extremos de las alas, para poder así ahorrar peso y poder cargar mayor cantidad de armas.
En 1982 un ataque de zapadores del FMLN contra el aeropuerto de Ilopango supuso la destrucción de varios Ouragan, lo que impulsó al país a acelerar la sustitución de los mismos por aviones de fabricación estadounidense Cessna A-37 Dragonfly, que fueron puestos a disposición del país después de que el gobierno de Ronald Reagan cancelara el embargo de armas que sufría El Salvador
Los Dassault Ouragan de la Fuerza Aérea Salvadoreña operaron con diversos esquemas de camuflaje, si bien nunca llegó a existir un patrón de colores normalizado. Uno de los Ouragan que operaron en el país se encuentra en exposición estática en Ilopango.

## Variantes
MD 450A
Primeras 50 unidades producidas, que contaban con un motor Rolls-Royce Nene 102.
MD 450B
Equipados con un motor Rolls-Royce Nene 104B, y la sección frontal rediseñada debido a que la original era propensa a ser dañada cuando los cañones disparaban.
MD 450R
Versión de reconocimiento. Modificación de uno de los prototipos de preproducción (concretamente el número 8) que solo contaba con dos cañones de 20 mm, y en el hueco restante se le instaló un equipo de reconocimiento. Únicamente se construyó una unidad.
MD 450-30L
Uno de los prototipos de preproducción encargados por el Ejército del Aire Francés (el número 11) equipado con un turborreactor SNECMA Atar 101B, tomas de aire laterales, y dos cañones DEFA de 30 mm.
Barougan
Cuatro aviones de producción modificados para operar en superficies no preparadas, con dos ruedas en el tren de aterrizaje principal en lugar de una, ambas a baja presión, y un paracaídas de frenado, todo ello realizado con la intención de usar el avión en las pistas poco preparadas de Argelia. El primero de los Barougan realizó su primer vuelo el 24 de febrero de 1954.

## Operadores
Francia
- Ejército del Aire Francés: en 1950 realizó un pedido de 150 aviones, que tiempo después se ampliaría con 200 más, sumando un total de 350 unidades.

 India
- Fuerza Aérea India: en 1953 adquirió 71 aviones, y poco después compra al Ejército del Aire Francés 33 unidades más, que hacían un total de 104 unidades. Recibió la denominación "Toofani", que es el equivalente a Ouragan en hindi (Huracán en español).[4][11] Fueron retirados en 1967.[14]

 Israel
- Fuerza Aérea Israelí: en 1955 realizó un pedido de 24 unidades, al que después se añadieron 46 más, haciendo un total de 70 unidades, de los cuales muchos procedían del Ejército del Aire Francés.[14]

 El Salvador
- Fuerza Aérea Salvadoreña: operó 18 unidades vendidas por Israel en 1975, y que fueron dadas de baja a finales de los años 80.[4][14]

## Especificaciones

### Características generales
- Tripulación: 1 piloto
- Longitud: 10,7 m (35,2 ft)
- Envergadura: 13,2 m (43,2 ft)
- Altura: 4,1 m (13,6 ft)
- Superficie alar: 23,8 m² (256,2 ft²)
- Peso vacío: 4142 kg (9129 lb)
- Peso máximo al despegue: 7900 kg (17 411,6 lb)
- Planta motriz: 1× Turborreactor Rolls-Royce Nene Mk 104B (construido por Hispano).
  - Empuje normal: 22,2 kN (2263 kgf; 4990 lbf) de empuje.

### Rendimiento
- Velocidad nunca excedida (Vne): 940 km/h (584 MPH; 508 kt)
- Velocidad máxima operativa (Vno): 870 km/h (541 MPH; 470 kt)
- Velocidad crucero (Vc): 750 km/h (466 MPH; 405 kt)
- Alcance: 450 km (243 nmi; 280 mi)
- Alcance en ferry: 920 m (3018 ft)
- Techo de vuelo: 13 000 m (42 651 ft)
- Régimen de ascenso: 38 m/s (7480 ft/min)

### Armamento
- Armas de proyectiles: 4 cañones Hispano 20 mm
- Bombas: 2 x 434 kg
- Cohetes: 16 de 105 mm
- Otros: 2 depósitos de napalm de 458 litros

### Desarrollos relacionados
- Dassault MD 450 Ouragan (1952)
- Dassault MD 451 Mystère I (Prototipo)
- Dassault MD 452 Mystère II (1954)
- Dassault MD 453 Mystère III (Prototipo)
- Dassault MD 454 Mystère IV (1955)
- Dassault Super Mystère (1958)

### Aeronaves similares
- I.Ae. 33 Pulqui II
- Republic F-84 Thunderjet
- de Havilland Venom
- Saab 29 Tunnan
- Lavochkin La-15
- Mikoyan-Gurevich MiG-9